# Världscupen i alpin skidåkning 1988/1989
Världscupen i alpin skidåkning 1988/1989 startades den 27 november 1988 i Schladming och avslutades 11 mars 1989 i Shiga Kōgen. Vinnare av totala världscupen blev Vreni Schneider och Marc Girardelli.

## Tävlingskalender

### Herrar

#### Störtlopp
| Datum            | Ort                                | Etta                         | Tvåa                           | Trea                          |
| ---------------- | ---------------------------------- | ---------------------------- | ------------------------------ | ----------------------------- |
| 9 december 1988  | Val Gardena (Italien)              | Peter Müller (Schweiz)       | Armin Assinger (Österrike)     | Rob Boyd (Kanada)             |
| 10 december 1988 | Val Gardena (Italien)              | Helmut Höflehner (Österrike) | Patrick Ortlieb (Österrike)    | Peter Müller (Schweiz)        |
| 22 december 1988 | Sankt Anton am Arlberg (Österrike) | Helmut Höflehner (Österrike) | Pirmin Zurbriggen (Schweiz)    | Leonhard Stock (Österrike)    |
| 6 januari 1989   | Laax (Schweiz)                     | Leonhard Stock (Österrike)   | Peter Wirnsberger (Österrike)  | Helmut Höflehner (Österrike)  |
| 13 januari 1989  | Kitzbühel (Österrike)              | Marc Girardelli (Luxemburg)  | Michael Mair (Italien)         | Roman Rupp (Österrike)        |
| 14 januari 1989  | Kitzbühel (Österrike)              | Daniel Mahrer (Schweiz)      | Marc Girardelli (Luxemburg)    | Peter Wirnsberger (Österrike) |
| 20 januari 1989  | Wengen (Schweiz)                   | Marc Girardelli (Luxemburg)  | Markus Wasmeier (Västtyskland) | Daniel Mahrer (Schweiz)       |
| 21 januari 1989  | Wengen (Schweiz)                   | Marc Girardelli (Luxemburg)  | Pirmin Zurbriggen (Schweiz)    | Daniel Mahrer (Schweiz)       |
| 17 februari 1989 | Aspen (USA)                        | Karl Alpiger (Schweiz)       | Marc Girardelli (Luxemburg)    | Daniel Mahrer (Schweiz)       |
| 25 februari 1989 | Whistler (Kanada)                  | Rob Boyd (Kanada)            | Daniel Mahrer (Schweiz)        | Pirmin Zurbriggen (Schweiz)   |

#### Super-G
| Datum            | Ort                    | Etta                          | Tvåa                           | Trea                        |
| ---------------- | ---------------------- | ----------------------------- | ------------------------------ | --------------------------- |
| 27 november 1988 | Schladming (Österrike) | Pirmin Zurbriggen (Schweiz)   | Franck Piccard (Frankrike)     | Leonhard Stock (Österrike)  |
| 8 januari 1988   | Laax (Schweiz)         | Martin Hangl (Schweiz)        | Hans Enn (Österrike)           | Helmut Mayer (Österrike)    |
| 18 februari 1989 | Aspen (USA)            | Lars-Börje Eriksson (Sverige) | Markus Wasmeier (Västtyskland) | Helmut Mayer (Österrike)    |
| 26 februari 1989 | Whistler (Kanada)      | Marc Girardelli (Luxemburg)   | Lars-Börje Eriksson (Sverige)  | Pirmin Zurbriggen (Schweiz) |

#### Storslalom
| Datum            | Ort                            | Etta                          | Tvåa                          | Trea                          |
| ---------------- | ------------------------------ | ----------------------------- | ----------------------------- | ----------------------------- |
| 29 november 1988 | Val Thorens (Frankrike)        | Pirmin Zurbriggen (Schweiz)   | Rudolf Nierlich (Österrike)   | Hans Enn (Österrike)          |
| 10 januari 1989  | Kirchberg in Tirol (Österrike) | Rudolf Nierlich (Österrike)   | Pirmin Zurbriggen (Schweiz)   | Alberto Tomba (Italien)       |
| 17 januari 1989  | Adelboden (Schweiz)            | Marc Girardelli (Luxemburg)   | Ole Kristian Furuseth (Norge) | Alberto Tomba (Italien)       |
| 19 februari 1989 | Aspen (USA)                    | Ingemar Stenmark (Sverige)    | Marc Girardelli (Luxemburg)   | Lars-Börje Eriksson (Sverige) |
| 3 mars 1989      | Furano (Japan)                 | Rudolf Nierlich (Österrike)   | Ole Kristian Furuseth (Norge) | Pirmin Zurbriggen (Schweiz)   |
| 9 mars 1989      | Shiga Kōgen (Japan)            | Ole Kristian Furuseth (Norge) | Hubert Strolz (Österrike)     | Johan Wallner (Sverige)       |

#### Slalom
| Datum            | Ort                                | Etta                          | Tvåa                          | Trea                          |
| ---------------- | ---------------------------------- | ----------------------------- | ----------------------------- | ----------------------------- |
| 6 december 1988  | Sestriere (Italien)                | Marc Girardelli (Luxemburg)   | Jonas Nilsson (Sverige)       | Paul Accola (Schweiz)         |
| 11 december 1988 | Madonna di Campiglio (Italien)     | Alberto Tomba (Italien)       | Marc Girardelli (Luxemburg)   | Michael Tritscher (Österrike) |
| 17 december 1988 | Kranjska Gora (Jugoslavien)        | Marc Girardelli (Luxemburg)   | Armin Bittner (Västtyskland)  | Alberto Tomba (Italien)       |
| 21 december 1988 | Sankt Anton am Arlberg (Österrike) | Armin Bittner (Västtyskland)  | Bernhard Gstrein (Österrike)  | Pirmin Zurbriggen (Schweiz)   |
| 15 januari 1989  | Kitzbühel (Österrike)              | Armin Bittner (Västtyskland)  | Alberto Tomba (Italien)       | Rudolf Nierlich (Österrike)   |
| 22 januari 1989  | Wengen (Schweiz)                   | Rudolf Nierlich (Österrike)   | Alberto Tomba (Italien)       | Hubert Strolz (Österrike)     |
| 5 mars 1989      | Furano (Japan)                     | Ole Kristian Furuseth (Norge) | Alberto Tomba (Italien)       | Jonas Nilsson (Sverige)       |
| 10 mars 1989     | Shiga Kōgen (Japan)                | Rudolf Nierlich (Österrike)   | Ole Kristian Furuseth (Norge) | Armin Bittner (Västtyskland)  |

#### Alpin kombination
| Datum               | Ort                                | Etta                        | Tvåa                           | Trea                           |
| ------------------- | ---------------------------------- | --------------------------- | ------------------------------ | ------------------------------ |
| 21-22 december 1988 | Sankt Anton am Arlberg (Österrike) | Pirmin Zurbriggen (Schweiz) | Markus Wasmeier (Västtyskland) | Hubert Strolz (Österrike)      |
| 14-15 januari 1989  | Kitzbühel (Österrike)              | Marc Girardelli (Luxemburg) | Paul Accola (Schweiz)          | Michael Maier (Italien)        |
| 21./22 januari 1989 | Wengen (Schweiz)                   | Marc Girardelli (Luxemburg) | Pirmin Zurbriggen (Schweiz)    | Markus Wasmeier (Västtyskland) |

### Damer

#### Störtlopp
| Datum            | Ort                     | Etta                     | Tvåa                               | Trea                         |
| ---------------- | ----------------------- | ------------------------ | ---------------------------------- | ---------------------------- |
| 2 december 1988  | Val d’Isère (Frankrike) | Michela Figini (Schweiz) | Regine Mösenlechner (Västtyskland) | Michaela Gerg (Västtyskland) |
| 10 december 1988 | Altenmarkt (Frankrike)  | Maria Walliser (Schweiz) | Veronika Wallinger (Österrike)     | Michela Figini (Schweiz)     |
| 12 januari 1989  | Grindelwald (Schweiz)   | Michela Figini (Schweiz) | Beatrice Gafner (Schweiz)          | Carole Merle (Frankrike)     |
| 13 januari 1989  | Grindelwald (Schweiz)   | Michela Figini (Schweiz) | Carole Merle (Frankrike)           | Maria Walliser (Schweiz)     |
| 20 januari 1989  | Tignes (Frankrike)      | Maria Walliser (Schweiz) | Carole Merle (Frankrike)           | Michaela Gerg (Västtyskland) |
| 18 februari 1989 | Lake Louise (Kanada)    | Michela Figini (Schweiz) | Maria Walliser (Schweiz)           | Michaela Gerg (Västtyskland) |
| 19 februari 1989 | Lake Louise (Kanada)    | Michela Figini (Schweiz) | Maria Walliser (Schweiz)           | Michaela Gerg (Västtyskland) |
| 24 februari 1989 | Steamboat Springs (USA) | Michela Figini (Schweiz) | Maria Walliser (Schweiz)           | Chantal Bournissen (Schweiz) |

#### Super-G
| Datum            | Ort                     | Etta                     | Tvåa                      | Trea                                                         |
| ---------------- | ----------------------- | ------------------------ | ------------------------- | ------------------------------------------------------------ |
| 26 november 1988 | Schladming (Österrike)  | Carole Merle (Frankrike) | Ulrike Maier (Österrike)  | Regine Mösenlechner (Västtyskland) Anita Wachter (Österrike) |
| 14 januari 1989  | Grindelwald (Schweiz)   | Carole Merle (Frankrike) | Sigrid Wolf (Österrike)   | Maria Walliser (Schweiz)                                     |
| 21 januari 1989  | Tignes (Frankrike)      | Carole Merle (Frankrike) | Anita Wachter (Österrike) | Sigrid Wolf (Österrike)                                      |
| 25 februari 1989 | Steamboat Springs (USA) | Sigrid Wolf (Österrike)  | Anita Wachter (Österrike) | Michela Figini (Schweiz)                                     |

#### Storslalom
| Datum            | Ort                       | Etta                      | Tvåa                      | Trea                                |
| ---------------- | ------------------------- | ------------------------- | ------------------------- | ----------------------------------- |
| 28 november 1988 | Les Menuires (Frankrike)  | Vreni Schneider (Schweiz) | Anita Wachter (Österrike) | Ulrike Maier (Österrike)            |
| 18 december 1988 | Valzoldana (Italien)      | Vreni Schneider (Schweiz) | Mateja Svet (Jugoslavien) | Anita Wachter (Österrike)           |
| 6 januari 1989   | Schwarzenberg (Österrike) | Vreni Schneider (Schweiz) | Ulrike Maier (Österrike)  | Maria Walliser (Schweiz)            |
| 7 januari 1989   | Schwarzenberg (Österrike) | Vreni Schneider (Schweiz) | Ulrike Maier (Österrike)  | Carole Merle (Frankrike)            |
| 22 januari 1989  | Tignes (Frankrike)        | Vreni Schneider (Schweiz) | Carole Merle (Frankrike)  | Maria Walliser (Schweiz)            |
| 11 mars 1989     | Furano (Japan)            | Maria Walliser (Schweiz)  | Mateja Svet (Jugoslavien) | Vreni Schneider (Schweiz)           |
| 15 mars 1989     | Shiga Kōgen (Japan)       | Vreni Schneider (Schweiz) | Mateja Svet (Jugoslavien) | Christina Meier-Höck (Västtyskland) |

#### Slalom
| Datum            | Ort                    | Etta                      | Tvåa                             | Trea                           |
| ---------------- | ---------------------- | ------------------------- | -------------------------------- | ------------------------------ |
| 11 december 1988 | Altenmarkt (Österrike) | Vreni Schneider (Schweiz) | Katjuša Pusnik (Jugoslavien)     | Tamara McKinney (USA)          |
| 20 december 1988 | Courmayeur (Italien)   | Vreni Schneider (Schweiz) | Blanca Fernández Ochoa (Spanien) | Ingrid Salvenmoser (Österrike) |
| 3 januari 1989   | Maribor (Jugoslavien)  | Vreni Schneider (Schweiz) | Monika Maierhofer (Österrike)    | Tamara McKinney (USA)          |
| 8 januari 1989   | Mellau (Österrike)     | Vreni Schneider (Schweiz) | Mateja Svet (Jugoslavien)        | Patricia Chauvet (Frankrike)   |
| 15 januari 1989  | Grindelwald (Schweiz)  | Vreni Schneider (Schweiz) | Tamara McKinney (USA)            | Monika Maierhofer (Österrike)  |
| 12 mars 1989     | Furano (Japan)         | Vreni Schneider (Schweiz) | Veronika Šarec (Jugoslavien)     | Tamara McKinney (USA)          |
| 15 mars 1989     | Shiga Kōgen (Japan)    | Vreni Schneider (Schweiz) | Monika Maierhofer (Österrike)    | Veronika Šarec (Jugoslavien)   |

#### Alpin kombination
| Datum               | Ort                    | Etta                      | Tvåa                     | Trea                         |
| ------------------- | ---------------------- | ------------------------- | ------------------------ | ---------------------------- |
| 10-11 december 1988 | Altenmarkt (Österrike) | Vreni Schneider (Schweiz) | Ulrike Maier (Österrike) | Petra Kronberger (Österrike) |
| 13, 15 januari 1989 | Grindelwald (Schweiz)  | Brigitte Oertli (Schweiz) | Karen Percy (Kanada)     | Michela Figini (Schweiz)     |

## Slutplacering damer
| Placering | Namn            | Land         | Total Poäng | Störtlopp | Super G | Storslalom | Slalom | Kombination |
| --------- | --------------- | ------------ | ----------- | --------- | ------- | ---------- | ------ | ----------- |
| 1         | Vreni Schneider | Schweiz      | 376         | 0         | 11      | 165        | 175    | 25          |
| 2         | Maria Walliser  | Schweiz      | 261         | 142       | 27      | 87         | 0      | 5           |
| 3         | Michela Figini  | Schweiz      | 248         | 176       | 29      | 18         | 0      | 25          |
| 4         | Carole Merle    | Frankrike    | 206         | 67        | 75      | 55         | 0      | 9           |
| 5         | Anita Wachter   | Österrike    | 157         | 0         | 56      | 59         | 42     | 0           |
| 6         | Mateja Svet     | Jugoslavien  | 154         | 0         | 0       | 106        | 40     | 8           |
| 7         | Ulrike Maier    | Österrike    | 150         | 0         | 33      | 60         | 26     | 31          |
| 8         | Michaela Gerg   | Västtyskland | 148         | 91        | 23      | 34         | 0      | 0           |
| 9         | Karen Percy     | Kanada       | 127         | 53        | 13      | 24         | 17     | 20          |
| 10        | Sigrid Wolf     | Österrike    | 119         | 28        | 71      | 20         | 0      | 0           |

## Slutplacering herrar
| Placering | Namn                  | Land         | Total Poäng | Störtlopp | Super G | Storslalom | Slalom | Kombination |
| --------- | --------------------- | ------------ | ----------- | --------- | ------- | ---------- | ------ | ----------- |
| 1         | Marc Girardelli       | Luxemburg    | 407         | 139       | 46      | 66         | 106    | 50          |
| 2         | Pirmin Zurbriggen     | Schweiz      | 309         | 94        | 62      | 82         | 26     | 45          |
| 3         | Alberto Tomba         | Italien      | 189         | 0         | 37      | 40         | 112    | 0           |
| 4         | Ole Kristian Furuseth | Norge        | 188         | 0         | 0       | 82         | 106    | 0           |
| 5         | Markus Wasmeier       | Västtyskland | 166         | 67        | 43      | 9          | 0      | 47          |
| 6         | Rudolf Nierlich       | Österrike    | 144         | 0         | 0       | 79         | 65     | 0           |
| 7         | Armin Bittner         | Västtyskland | 127         | 0         | 0       | 10         | 117    | 0           |
| 8         | Helmut Höflehner      | Österrike    | 126         | 112       | 14      | 0          | 0      | 0           |
| 9         | Daniel Mahrer         | Schweiz      | 114         | 102       | 2       | 0          | 0      | 10          |
| 10        | Hubert Strolz         | Österrike    | 112         | 0         | 18      | 46         | 33     | 15          |